# Bakkaflói

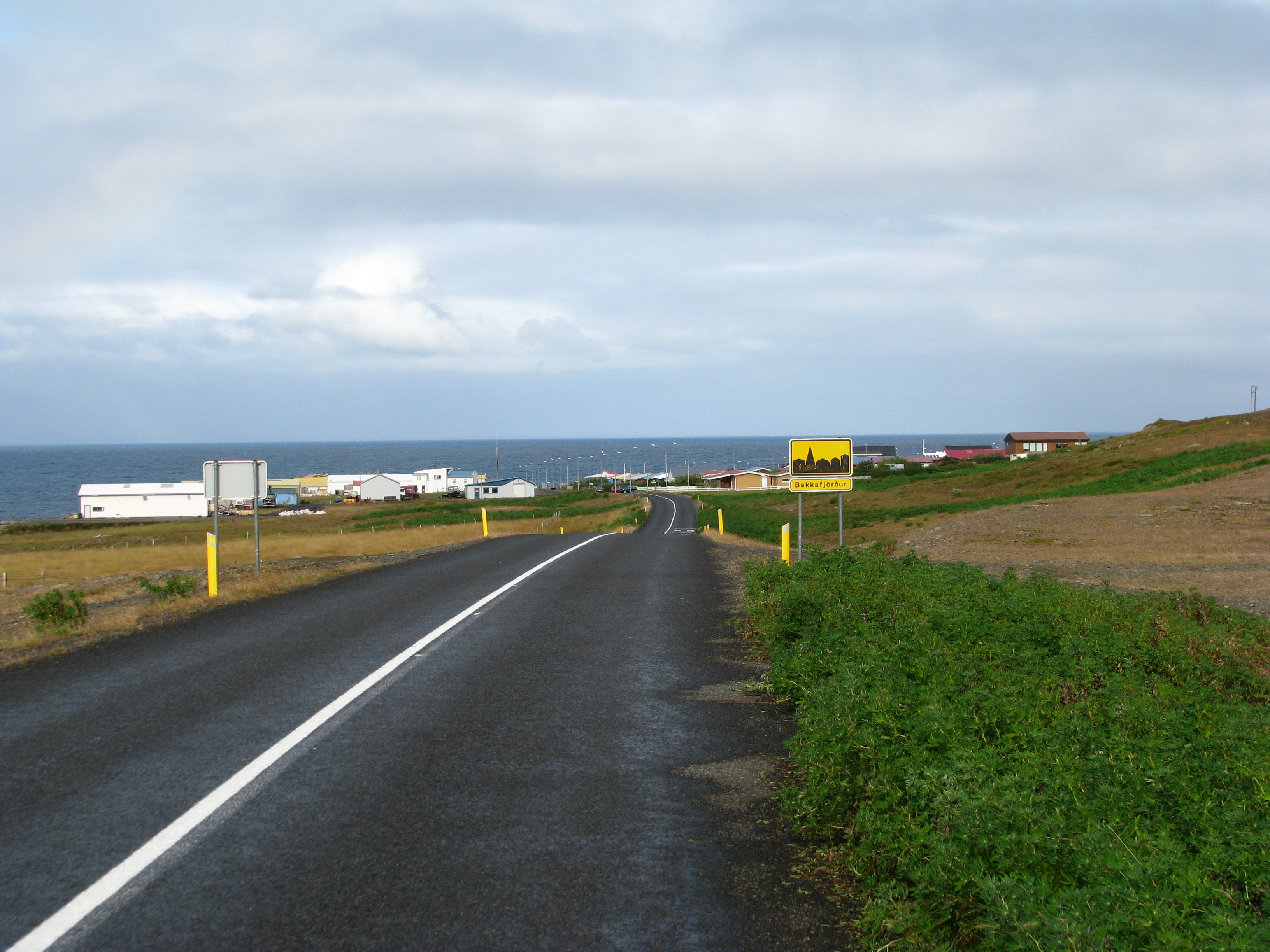
Bakkafjörður

Der Bakkaflói ist eine Bucht im Norden Islands.
Die Bucht liegt östlich der Halbinsel Langanes und westlich des Kaps Digranes. Entlang des Südufers verläuft der Norðausturvegur, die Straße 85. Der Bakkaflói teilt sich in die drei kleinen Fjorde Finnafjörður, Miðfjörður und Bakkafjörður im Osten mit dem gleichnamigen Ort.